# Камберленд (Мен)
Камберленд (англ. Cumberland) — місто (англ. town) в США, в окрузі Камберленд штату Мен. Населення — 8473 особи (2020).

## Демографія
Згідно з переписом 2010 року, у місті мешкало 7211 осіб у 2697 домогосподарствах у складі 2079 родин. Було 2902 помешкання
Расовий склад населення:
| - 97,2 % — білих - 0,8 % — азіатів - 0,5 % — чорних або афроамериканців - 0,2 % — корінних американців |

До двох чи більше рас належало 1,0 %. Частка іспаномовних становила 1,2 % від усіх жителів.
За віковим діапазоном населення розподілялося таким чином: 26,9 % — особи молодші 18 років, 58,6 % — особи у віці 18—64 років, 14,5 % — особи у віці 65 років та старші. Медіана віку мешканця становила 45,0 року. На 100 осіб жіночої статі у місті припадало 91,6 чоловіків;  на 100 жінок у віці від 18 років та старших — 89,4 чоловіків також старших 18 років.
Середній дохід на одне домашнє господарство  становив 154 817 доларів США (медіана — 112 604), а середній дохід на одну сім'ю — 175 378 доларів (медіана — 125 465). Медіана доходів становила 75 069 доларів для чоловіків та 66 815 доларів для жінок. За межею бідності перебувало 3,8 % осіб, у тому числі 1,1 % дітей у віці до 18 років та 8,4 % осіб у віці 65 років та старших.
Цивільне працевлаштоване населення становило 4200 осіб. Основні галузі зайнятості: освіта, охорона здоров'я та соціальна допомога — 31,7 %, науковці, спеціалісти, менеджери — 14,1 %, фінанси, страхування та нерухомість — 12,9 %, роздрібна торгівля — 12,8 %.